# Praia da Areia Larga
A Praia da Areia Larga é uma zona balnear portuguesa localizada no município da Madalena do Pico, ilha do Pico, Açores.